# Sergey Usenya
Sergey Usenya (tiếng Belarus: Сяргей Усеня; tiếng Nga: Сергей Усеня; sinh 4 tháng 3 năm 1988) là một cầu thủ bóng đá Belarus. Tính đến năm 2017, anh thi đấu cho Gorodeya.

## Danh hiệu
Alashkert
- Vô địch Giải bóng đá ngoại hạng Armenia: 2015–16